# Bahnstrecke Sassari–Palau
| Bahnhof S.Antonio |                          |                                                                 |                                                                 |
| |                          |                                                                 |                                                                 |
| Streckenlänge: | 150,2 km                 |                                                                 |                                                                 |
| Spurweite: | 950 mm (ital. Meterspur) |                                                                 |                                                                 |
| |                          |                                                                 |                                                                 |
| \| \| \| Bahnstrecke von Alghero \| \| \| \| 0,0 \| Sassari Übergang zur FS \| 176 m s.l.m. \| \| \| \| Bahnstrecke nach Sorso \| \| \| \| \| Betriebswerk ARST \| \| \| \| \| Baddimanna \| \| \| \| \| \| \| \| \| 6,4 \| Filigheddu \| 349 m s.l.m. \| \| \| 10,8 \| Achettas \| 332 m s.l.m. \| \| \| 17,8 \| Osilo \| 447 m s.l.m. \| \| \| 26,7 \| Fenosu \| 539 m s.l.m. \| \| \| \| SS 127 \| \| \| \| \| \| \| \| \| 34,7 \| Nulvi \| 460 m s.l.m. \| \| \| 45,1 \| Martis \| 258 m s.l.m. \| \| \| \| SS 127 \| \| \| \| 54,2 \| Laerru \| 116 m s.l.m. \| \| \| 59,0 \| Perfugas \| 45 m s.l.m. \| \| \| 63,5 \| Coghinas \| 42 m s.l.m. \| \| \| \| Coghinas \| \| \| \| 67,6 \| Scala Ruia \| 57 m s.l.m. \| \| \| \| \| \| \| \| \| \| \| \| \| \| Einfahrt Kreiskehrschleife, Unterquerung höherliegende Ausfahrt \| \| \| \| \| \| \| \| \| 80,0 \| \| \| \| \| 80,8 \| Bortigiadas \| 310 m s.l.m. \| \| \| \| \| \| \| \| \| Ausfahrt Kreiskehrschleife, Überquerung tieferliegende Einfahrt \| \| \| \| \| \| \| \| \| \| \| \| \| \| 87,3 \| Aggius \| 490 m s.l.m. \| \| \| \| ehem. vom alten Bahnhof Tempio Pausania \| \| \| \| 91,2 0,0 \| Tempio Pausania \| 546 m s.l.m. \| \| \| \| Nuchis \| \| \| \| 11,0 \| Lurás \| 459 m s.l.m. \| \| \| \| ehem. Strecke nach Monti \| \| \| \| 12,0 \| Calangianus \| 463 m s.l.m. \| \| \| 19,9 \| San Leonardo \| 262 m s.l.m. \| \| \| 23,9 \| Rio Patto \| 200 m s.l.m. \| \| \| 26,9 \| Lago del Liscia \| 195 m s.l.m. \| \| \| \| Lago del Liscia \| \| \| \| 28,8 \| S.Antonio \| 236 m s.l.m. \| \| \| \| \| \| \| \| 37,0 \| Oddastru \| 120 m s.l.m. \| \| \| \| Capichera \| 103 m s.l.m. \| \| \| 40,6 \| Caldosa \| 83 m s.l.m. \| \| \| 45,3 \| Arzachena \| 85 m s.l.m. \| \| \| 52,5 \| Surrau \| 45 m s.l.m. \| \| \| 57,8 \| Palau \| 19 m s.l.m. \| \| \| \| (Spitzkehre) \| \| \| \| 59,0 \| Palau Marina \| 7 m s.l.m. \| \| \| \| Kaimauer \| \| |                          |                                                                 |                                                                 |
| Strecke |                          | Bahnstrecke von Alghero                                         | Bahnstrecke von Alghero                                         |
| Bahnhof | 0,0                      | Sassari Übergang zur FS                                         | 176 m s.l.m.                                                    |
| Abzweig geradeaus und nach links |                          | Bahnstrecke nach Sorso                                          | Bahnstrecke nach Sorso                                          |
| Abzweig geradeaus und nach rechts |                          | Betriebswerk ARST                                               | Betriebswerk ARST                                               |
| Haltepunkt / Haltestelle |                          | Baddimanna                                                      | Baddimanna                                                      |
| Tunnel |                          |                                                                 |                                                                 |
| Haltepunkt / Haltestelle | 6,4                      | Filigheddu                                                      | 349 m s.l.m.                                                    |
| Haltepunkt / Haltestelle | 10,8                     | Achettas                                                        | 332 m s.l.m.                                                    |
| Bahnhof | 17,8                     | Osilo                                                           | 447 m s.l.m.                                                    |
| Haltepunkt / Haltestelle | 26,7                     | Fenosu                                                          | 539 m s.l.m.                                                    |
| Brücke |                          | SS 127                                                          | SS 127                                                          |
| Tunnel |                          |                                                                 |                                                                 |
| Bahnhof | 34,7                     | Nulvi                                                           | 460 m s.l.m.                                                    |
| Bahnhof | 45,1                     | Martis                                                          | 258 m s.l.m.                                                    |
| Brücke |                          | SS 127                                                          | SS 127                                                          |
| Bahnhof | 54,2                     | Laerru                                                          | 116 m s.l.m.                                                    |
| Bahnhof | 59,0                     | Perfugas                                                        | 45 m s.l.m.                                                     |
| Haltepunkt / Haltestelle | 63,5                     | Coghinas                                                        | 42 m s.l.m.                                                     |
| Brücke über Wasserlauf |                          | Coghinas                                                        | Coghinas                                                        |
| Bahnhof | 67,6                     | Scala Ruia                                                      | 57 m s.l.m.                                                     |
| Tunnel |                          |                                                                 |                                                                 |
| |                          |                                                                 |                                                                 |
| Kreuzung geradeaus unten |                          | Einfahrt Kreiskehrschleife, Unterquerung höherliegende Ausfahrt | Einfahrt Kreiskehrschleife, Unterquerung höherliegende Ausfahrt |
| |                          |                                                                 |                                                                 |
| Tunnel | 80,0                     |                                                                 |                                                                 |
| Bahnhof | 80,8                     | Bortigiadas                                                     | 310 m s.l.m.                                                    |
| |                          |                                                                 |                                                                 |
| Kreuzung geradeaus oben |                          | Ausfahrt Kreiskehrschleife, Überquerung tieferliegende Einfahrt | Ausfahrt Kreiskehrschleife, Überquerung tieferliegende Einfahrt |
| |                          |                                                                 |                                                                 |
| Tunnel |                          |                                                                 |                                                                 |
| Haltepunkt / Haltestelle | 87,3                     | Aggius                                                          | 490 m s.l.m.                                                    |
| Abzweig geradeaus und ehemals von rechts |                          | ehem. vom alten Bahnhof Tempio Pausania                         | ehem. vom alten Bahnhof Tempio Pausania                         |
| Bahnhof | 91,2 0,0                 | Tempio Pausania                                                 | 546 m s.l.m.                                                    |
| Haltepunkt / Haltestelle |                          | Nuchis                                                          | Nuchis                                                          |
| Bahnhof | 11,0                     | Lurás                                                           | 459 m s.l.m.                                                    |
| Abzweig geradeaus und ehemals nach rechts |                          | ehem. Strecke nach Monti                                        | ehem. Strecke nach Monti                                        |
| Haltepunkt / Haltestelle | 12,0                     | Calangianus                                                     | 463 m s.l.m.                                                    |
| Haltepunkt / Haltestelle | 19,9                     | San Leonardo                                                    | 262 m s.l.m.                                                    |
| Haltepunkt / Haltestelle | 23,9                     | Rio Patto                                                       | 200 m s.l.m.                                                    |
| Haltepunkt / Haltestelle | 26,9                     | Lago del Liscia                                                 | 195 m s.l.m.                                                    |
| Brücke über Wasserlauf |                          | Lago del Liscia                                                 | Lago del Liscia                                                 |
| Bahnhof | 28,8                     | S.Antonio                                                       | 236 m s.l.m.                                                    |
| Tunnel |                          |                                                                 |                                                                 |
| Haltepunkt / Haltestelle | 37,0                     | Oddastru                                                        | 120 m s.l.m.                                                    |
| Haltepunkt / Haltestelle |                          | Capichera                                                       | 103 m s.l.m.                                                    |
| Haltepunkt / Haltestelle | 40,6                     | Caldosa                                                         | 83 m s.l.m.                                                     |
| Bahnhof | 45,3                     | Arzachena                                                       | 85 m s.l.m.                                                     |
| Haltepunkt / Haltestelle | 52,5                     | Surrau                                                          | 45 m s.l.m.                                                     |
| Bahnhof | 57,8                     | Palau                                                           | 19 m s.l.m.                                                     |
| Spitzkehrbahnhof links |                          | (Spitzkehre)                                                    | (Spitzkehre)                                                    |
| Kopfbahnhof Strecke ab hier außer Betrieb | 59,0                     | Palau Marina                                                    | 7 m s.l.m.                                                      |
| |                          | Kaimauer                                                        |                                                                 |

Die Bahnstrecke Sassari–Palau ist eine schmalspurige Nebenbahn auf Sardinien. Die 1931/32 eröffnete Bahnstrecke wird nur noch von dem „Trenino verde“ benutzt.

## Geschichte
Die Società anonima Ferrovie Settentrionali Sarde (SFSS) konnte in zwei Teilabschnitten die Bahnstrecke Sassari nach Palau eröffnen. Dabei wurden die 91 Kilometer von Tempio Pausania nach Sassari am 16. November 1931 und die 46 Kilometer von Luras nach Palau am 18. Januar 1932 eröffnet. Zwischen Luras und Tempio wurde die Bahnstrecke Monti–Tempio Pausania der Ferrovie Complementari della Sardegna (FCS) mitgenutzt. Schon 1933 war die SFSS am Ende und die Strade Ferrate Sarde (SFS) übernahmen den Bahnverkehr. 1941 übernahmen die SFS auch die Bahnstrecke Monti–Tempio, somit war bis zur Stilllegung der Strecke nach Monti im Jahr 1958 ein einheitliches schmalspuriges Netz entstanden.
1971 kamen die SFS wegen wirtschaftlicher Schwierigkeiten unter staatliche Zwangsverwaltung. Da dies die ebenfalls schmalspurigen Ferrovie Complementari della Sardegna (FCS) betraf, wurden schließlich 1989 die Ferrovie della Sardegna (FdS) gegründet, die schließlich alle noch bestehenden sardischen Schmalspurstrecken übernahmen. Von 1997 bis Januar 2015 wurde nur noch die Bahnstrecke Sassari–Nulvi regulär bedient. Ab 1. Februar 2015 erfolgte der Verkehr hier durch Busse.
Das Gesetz Nr. 128 vom 9. August 2017 erklärte die Strecke zu einer Bahnstrecke von nationalem touristischen Interesse, was deren Erhalt zu einem öffentlichen Interesse macht. Das Gesetz Nr. 128 vom 9. August 2017 stellt die Ertüchtigung zur Wiederaufnahme des Betriebs allerdings unter einen Finanzierungsvorbehalt.

## Streckenführung
Von Palau Marina aus führt die Strecke zunächst parallel zu einer Straße am Meer entlang zu der Spitzkehre, danach durch Palau und über den Bahnhof von Palau in das Hinterland von Sardinien. Zunächst mit nicht so großem Kurvenreichtum führt die Strecke durch Weinfelder und dicht besiedeltes Gebiet über Surrau nach Arzachena. Daraufhin geht es weiter in die Berge der Gallura über Caldosa und Capichera nach Oddastru.
Spätestens hier bemerkt man den extremen Kurvenreichtum der Strecke; denn während der Bauzeit wurden die ausführenden Firmen für den laufenden Kilometer bezahlt, weshalb die Strecke jedem Felsvorsprung und Hügel ausweicht, wo man heute einen Tunnel bauen würde. Dementsprechend ist die Strecke recht lang, und die Fahrzeit zwischen Palau und Tempio dauert für die 59 km über zweieinhalb Stunden. Der Zug durchfährt einen kurzen Tunnel und windet sich durch die Berge nach Sant’Antonio di Gallura. Mit dem Trenino verde fährt man auf diesem Streckenabschnitt auch durch Gebiete und Täler, die nicht durch Straßen erreichbar sind.
Kurz vor Sant’Antonio sieht man zum ersten Mal den Lago del Liscia. Nach Sant’Antonio fährt man auf einem großen T-Viadukt über einen Arm des Lago del Liscia. Am anderen Ende der Brücke befindet sich der gleichnamige Fotohalt. Danach geht es weiter durch ein Waldgebiet nach Calangianus, wo die dichtbesiedelte Umgebung von Tempio Pausania beginnt. Der Zug fährt über Lurás nach Tempio Pausania. Von dort führt die Strecke weiter durch gebirgiges Gebiet entlang der Schnellstraße Sassari–Tempio nach Bortigiadas. Vor dem Halt unterhalb des Dorfes fährt der Zug in eine zur Höhengewinnung angelegte Kreiskehrschleife ein, in deren Innerem die Halte Bortigiadas und Galleria eliciodale Bortigiadas liegen. Daraufhin unterquert der Zug die Einfahrt und es geht weiter durch sechs kurze Tunnels und via Scala Ruia zum Halt Coghinas am Lago del Coghinas, wo ein weiterer Fotohalt liegt.
Danach durchquert die Strecke die Mündungsebene des Coghinas, und es geht flacher über Perfugas, Laerru, Martis, Nulvi, Fenosu, Osilo, Achettas, Filigheddu und Badimanna in den Großraum von Sassari. Von rechts kommend mündet die Strecke von Sorso ein, und links liegt auch die Abzweigung zum Depot der FdS. Dann erreicht der Zug den FS-Bahnhof von Sassari, an dessen Gleis 1 die Züge mittels dritter Schiene halten. Am anderen Ende führt die Strecke nach Alghero weiter.

## Bahnhöfe auf der Strecke Palau – Tempio Pausania
Folgende Unterwegsstationen bestehen aus einem Gleis mit einem provisorischen Bahnsteig: Surrau, Caldosa, Capichera, San Leonardo und Rio Patto. Oft hält der Zug dort auch nicht.
Der Endhaltepunkt Palau Marina besteht aus einem Stumpfgleis, wo der aus Tempio kommende Zug Kopf machen und rückwärts in die Spitzkehre einfahren muss. Vom Ende des Gleises aus zweigt ein Abstellgleis ab, wo ein als „Trenino verde Point“ genutzte Personenwagen abgestellt ist. Der Bahnsteig befindet sich an der linken Seite des Stumpfgleises.
An der Spitzkehre zwischen Palau Marina und Palau gibt es einen Bahnsteig, der aber nur von dem Zugbegleiter genutzt wird, der dort aussteigt, um die Weiche zu stellen.
In Palau, Oddastru, Calangianus und Lurás bestehen die Bahnhöfe aus zwei Ausweichgleisen neben dem Durchgangsgleis. In Palau und Calangianus stehen zudem alte Wasserkräne.
In Arzachena gibt es zwei Ausweichegleise, ein Stumpfgleis, mehrere Wasserkräne sowie Bahnsteig und Empfangsgebäude.
Der Bahnhof von Sant’Antonio di Gallura ist hoch über dem Lago del Liscia erbaut und besteht aus Empfangsgebäude, Bahnsteig und einem weiteren Abstellgleis.
In Lago del Liscia gibt es weder Ausweich- und Abstellgleise noch einen Bahnsteig. Zu diesem Haltepunkt führt auch keine Straße, weshalb er nur als Fotohalt genutzt wird. Die Züge legen dort eine zehnminütige Pause ein. Ein Pfad führt hinunter zum Lago del Liscia.
Der größte Bahnhof auf der Gesamtstrecke ist Tempio Pausania. Hier ist der Großteil des Fuhrparks abgestellt, und es gibt ein großes, unter Denkmalschutz stehendes Bahnhofsgebäude; denn in der holzgetäfelten ehemaligen Wartehalle ziehen sich folkloristische Ölgemälde als Fries entlang (keine Fresken, sondern Holztafeln). Sie zeigen in großflächig-figurativem Stil typische Szenen aus dem sardischen Dorfleben und stammen von Giuseppe Biasi aus Sassari. Für die Auftragsarbeit zur Verschönerung des damals neuen Bahnhofs bekam Biasi 750 Lire. Es gibt zwei Bahnsteige (einer ist überdacht), an denen die Züge halten, und viele Abstellgleise, die eine Gleisharfe bilden. Am Südostende des Bahnhofs befinden zwei Stumpfgleise, auf denen ausgemusterte Güterwagen stehen, sowie zwei am Nordwestende, auf denen die beiden ausgemusterten Dampflokomotiven untergebracht sind. Zwei weitere Stumpfgleise am Nordwestende enden in einem Lokomotivschuppen. Der Bahnhof Tempio Pausania wird zum Umsetzen der Lokomotive des Zuges aus Palau benutzt.

## Fuhrpark
Auf der Strecke befinden sich ein Dieselzug (eine grün-rote Schmalspurlokomotive mit zwei grünen Schmalspurwagen, daher auch der Begriff „Trenino verde“, auf Deutsch kleiner, grüner Zug), Dieseltriebwagen sowie ein Dampfzug (Schmalspur-Dampflokomotive mit einem braunen Wagen sowie Güterwagen, wird nur eingesetzt, wenn es die Waldbrandgefahr zulässt) im Einsatz. Auf den Gleisanlagen in Tempio Pausania ist ein Großteil des Fuhrparks abgestellt, darunter die Schmalspur-Diesellokomotive, die Personenwagen (alle grün, darauf das FdS-Logo bzw. der Aufdruck von ARST), die noch betriebsfähig erhaltene Dampflokomotive und die Güterwagen, ein brauner Schmalspur-Personenwagen und mehrere ausgemusterte Güterwagen sowie zwei ausgemusterte Dampflokomotiven. In Palau Marina ist zudem ein weiterer Schmalspur-Personenwagen abgestellt, der als sog. Trenino verde Point genutzt wird, außerdem ist ein Güterwagen auf dem Abstellgleis in Sant’Antonio di Gallura stationiert. In dem Depot in Sassari wird die Dampflokomotive untergebracht.

## Verkehr
Zwischen Tempio Pausania und Palau bzw. Nulvi sowie zwischen Sassari und Tempio Pausania und zwischen Perfugas und Lago del Liscia verkehrt in den Sommermonaten der Trenino Verde. Auch diesen beabsichtigt die sardische Regierung einzustellen, um Streckenunterhaltungskosten einzusparen. Durch eine kurzfristige Betriebsbeihilfe konnten im Sommer 2015 Fahrten des Trenino Verde stattfinden. Samstags und donnerstags werden Fahrten von Sassari nach Tempio Pausania (meist Dieseltriebwagen) einmal täglich angeboten; Montag, Dienstag, Mittwoch, Donnerstag, Freitag und Samstag gibt es dreimal täglich Fahrten von Palau nach Tempio Pausania (auch „Trenino verde Gallura“ genannt und von der Diesellokomotive gezogen); Donnerstag und Freitag fährt der Zug von Perfugas über Tempio Pausania zum Lago del Liscia (meist Dieselzug).
Auch verkehren weiterhin Charterfahrten zwischen Tempio Pausania und Arzachena z. B. der AIDA Reederei als Landausflüge für Kreuzfahrten, die in Olbia anlegen. Man kann den Zug auch mieten, wobei man zwischen dem Dieseltriebwagen, dem Dieselzug und, soweit es die Waldbrandgefahr zulässt, einem Dampfzug auswählen kann. Dies kostet etwa tausend bis zweitausend Euro pro Hin- und Rückfahrt, und kann auf der Homepage des Trenino verde gebucht werden, ebenso wie die Fahrscheine, die man aber auch direkt im Zug oder am Bahnhof kaufen kann.

## Bildergalerie

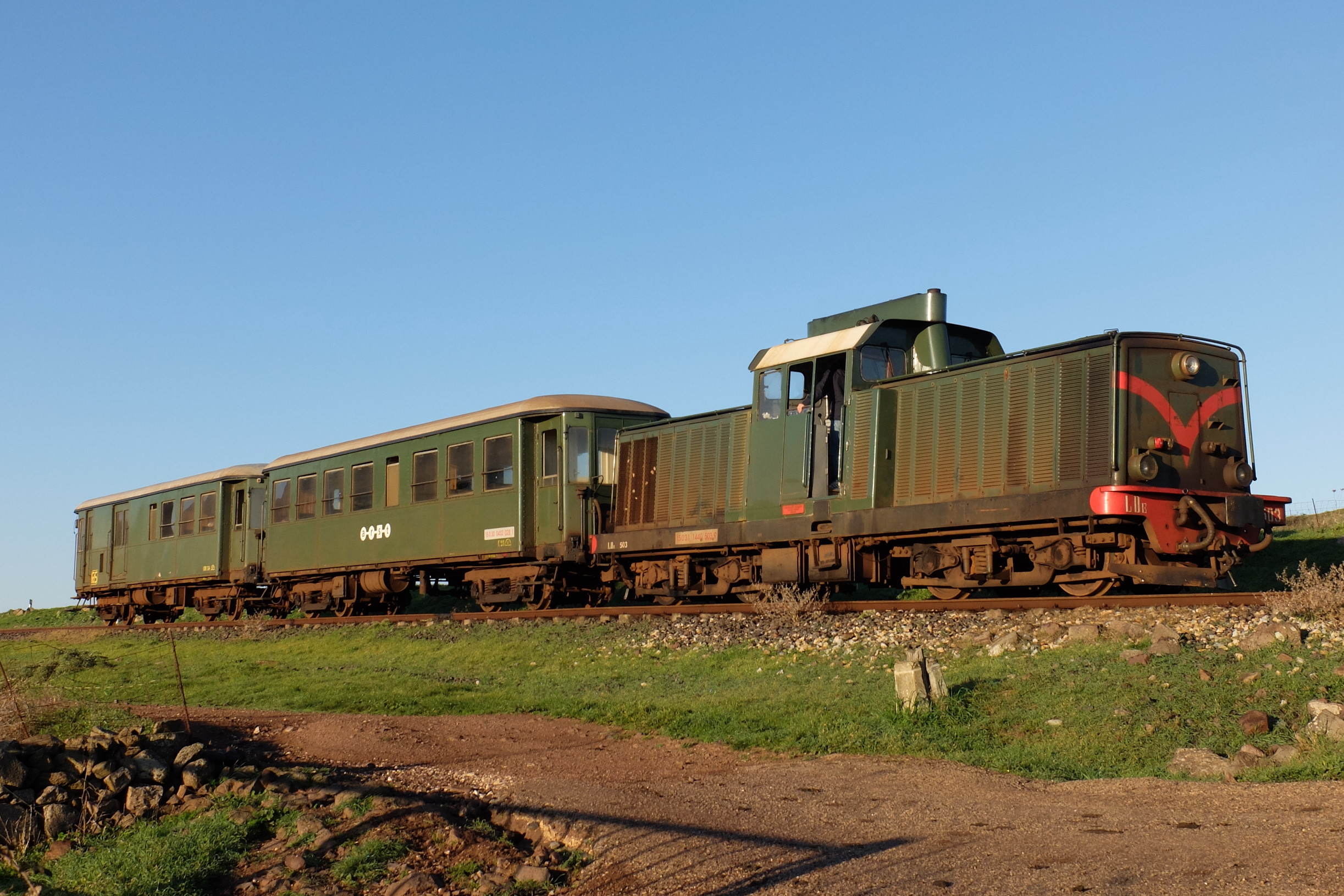
LDe 503 bei der  Fahrt von Sassari nach Palau kurz vor Nulvi
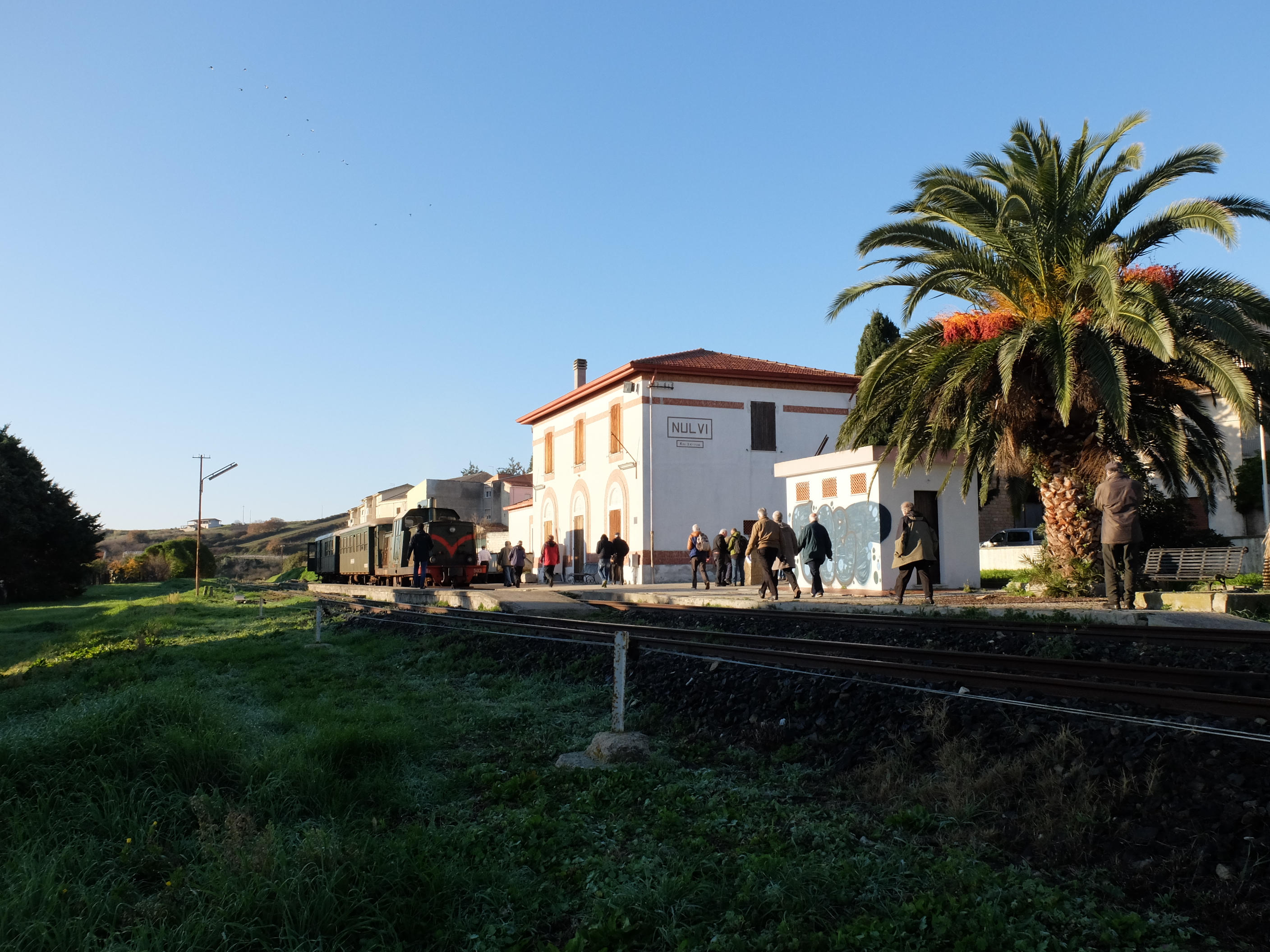
Bahnhof Nulvi
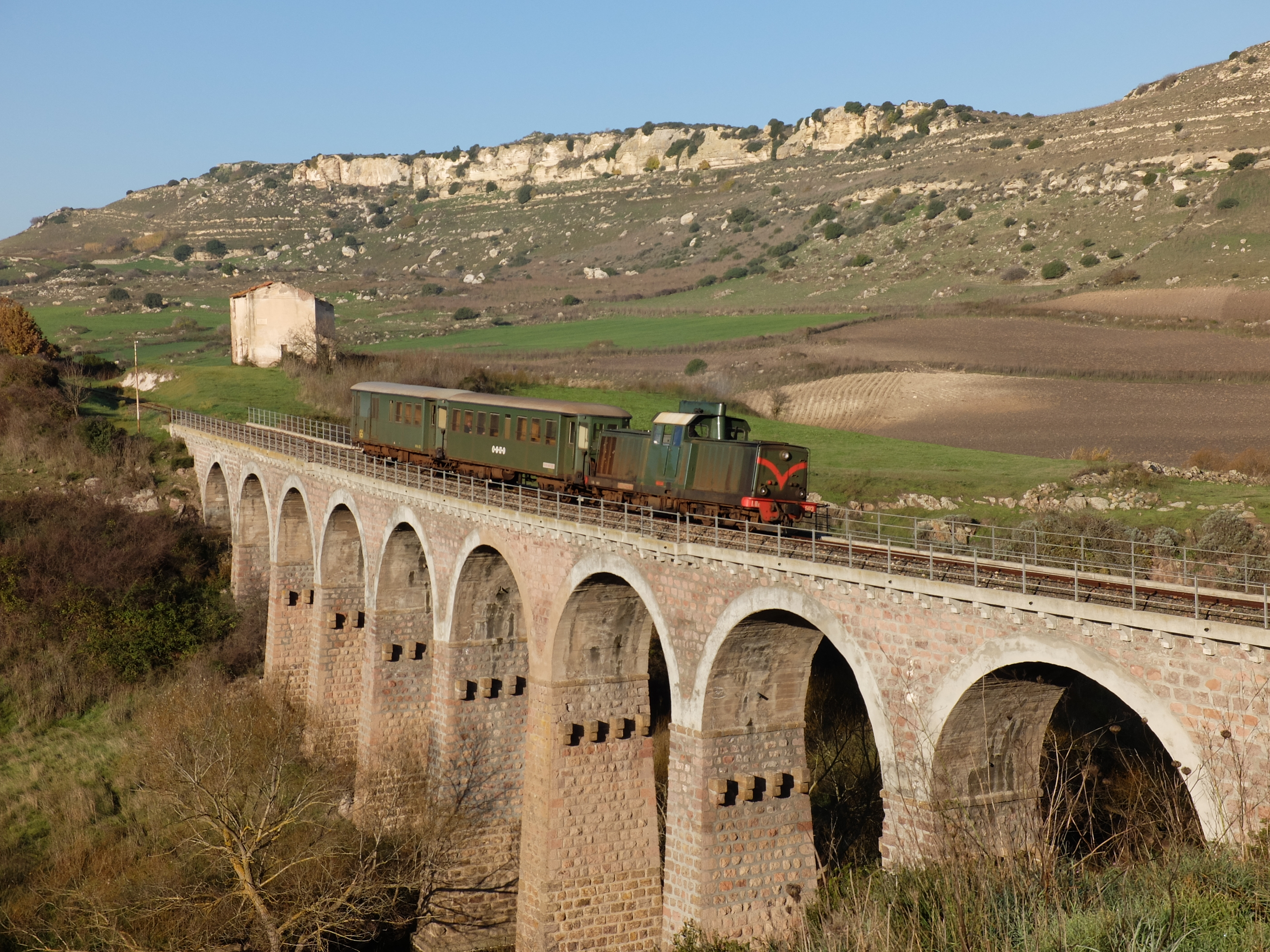
Viadukt zwischen Nulvi und Martis
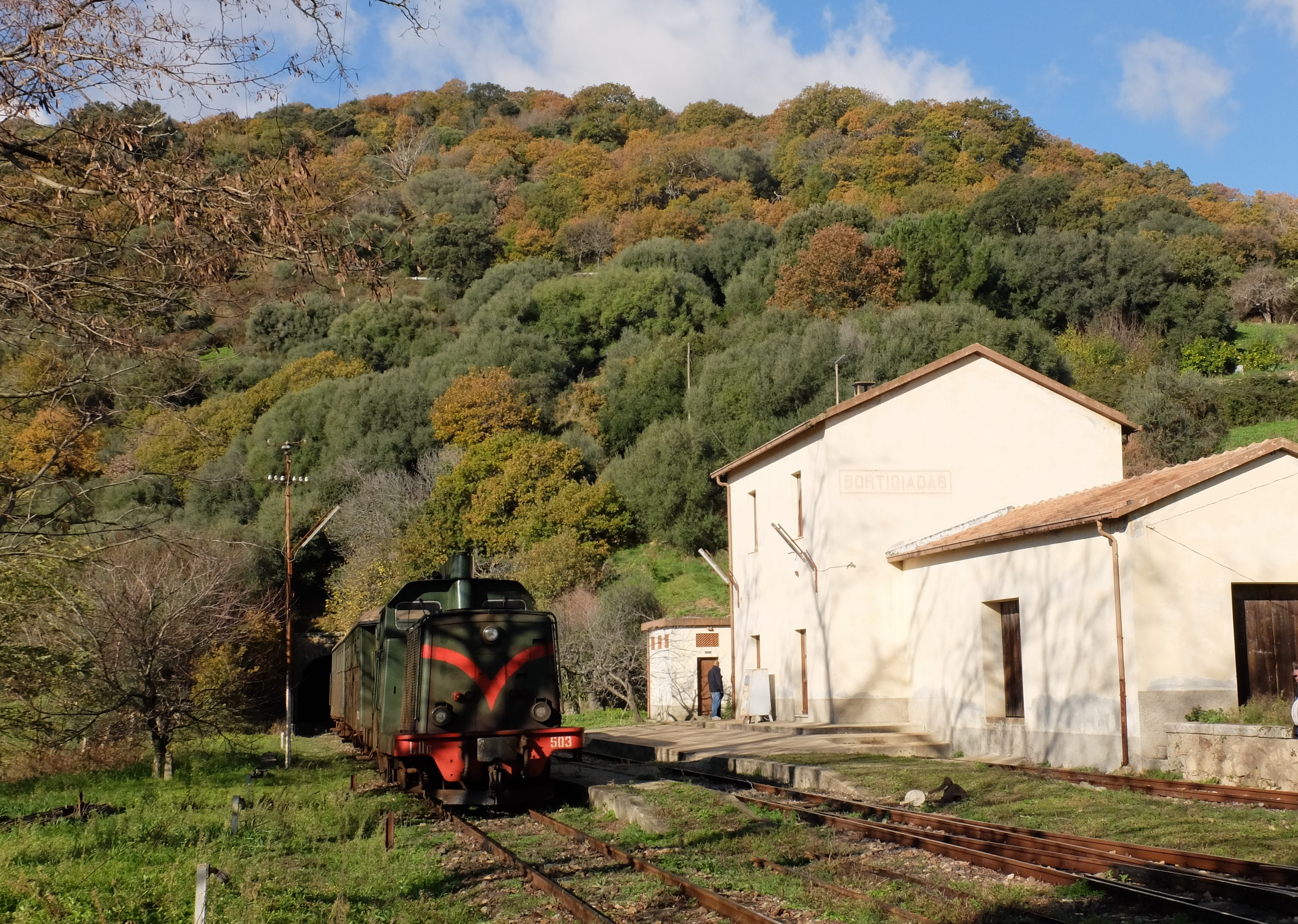
Bahnhof Bortigiadas
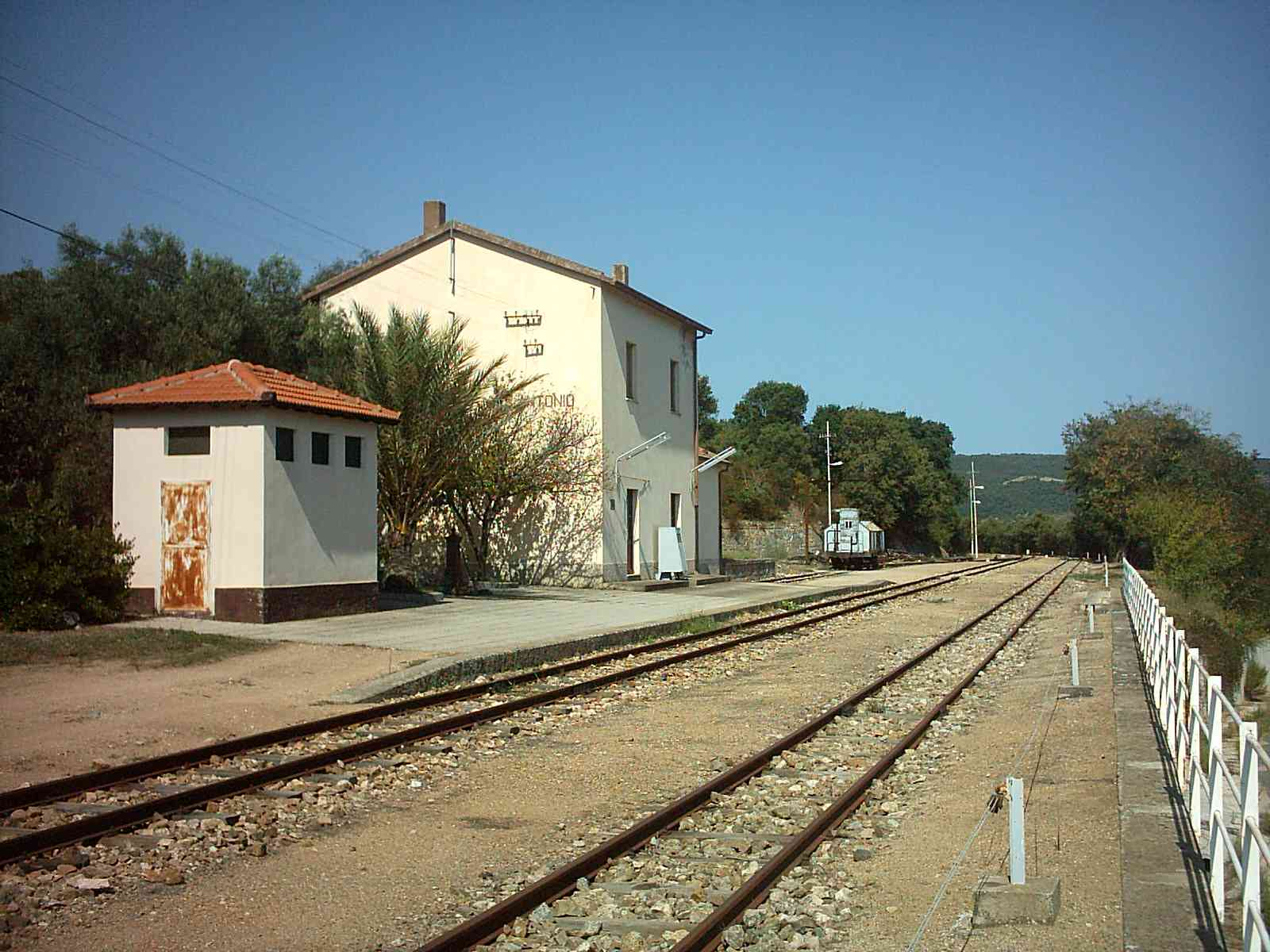
Bahnhof Sant’Antonio di Gallura
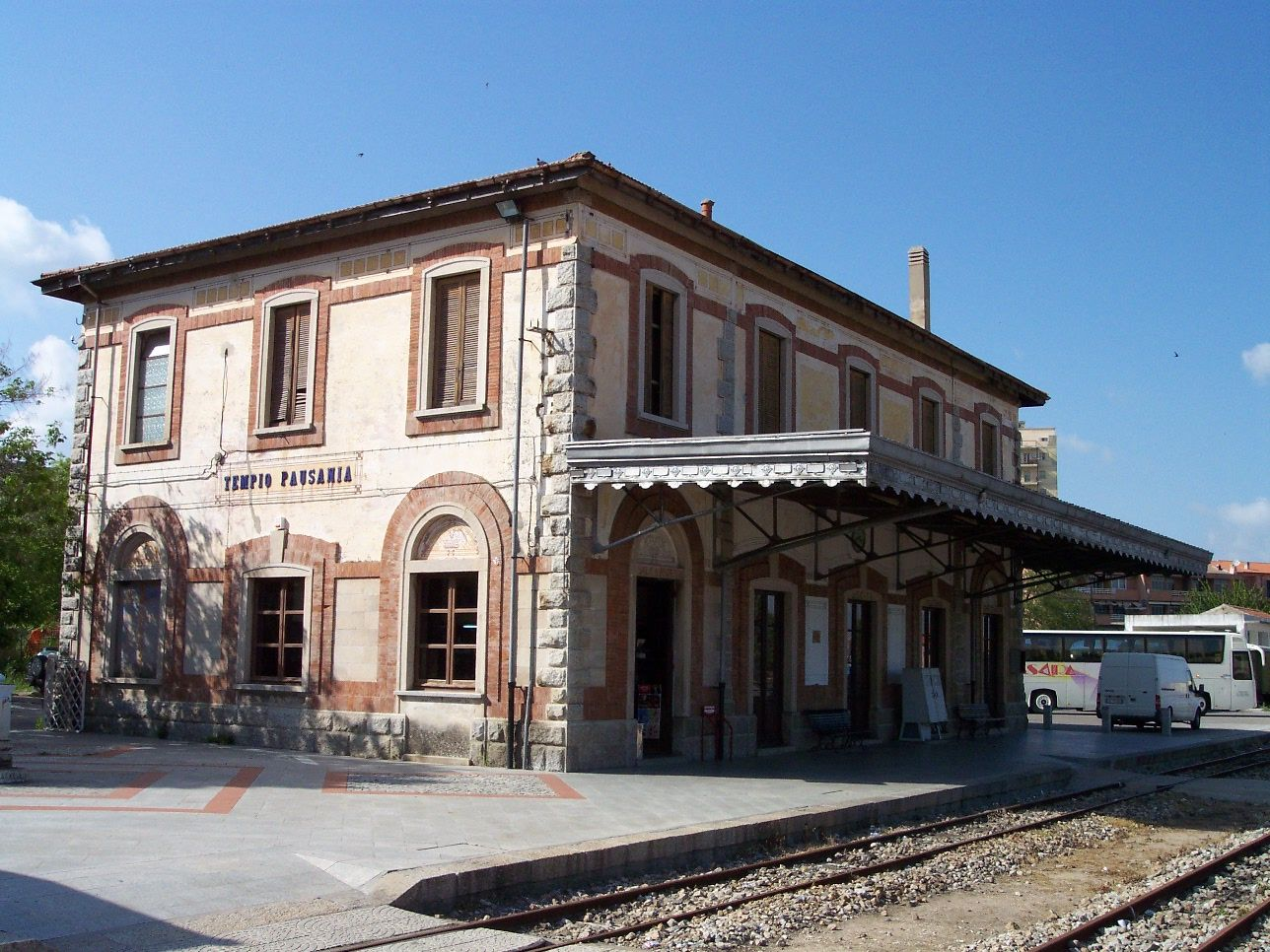
Bahnhof Tempio Pausania
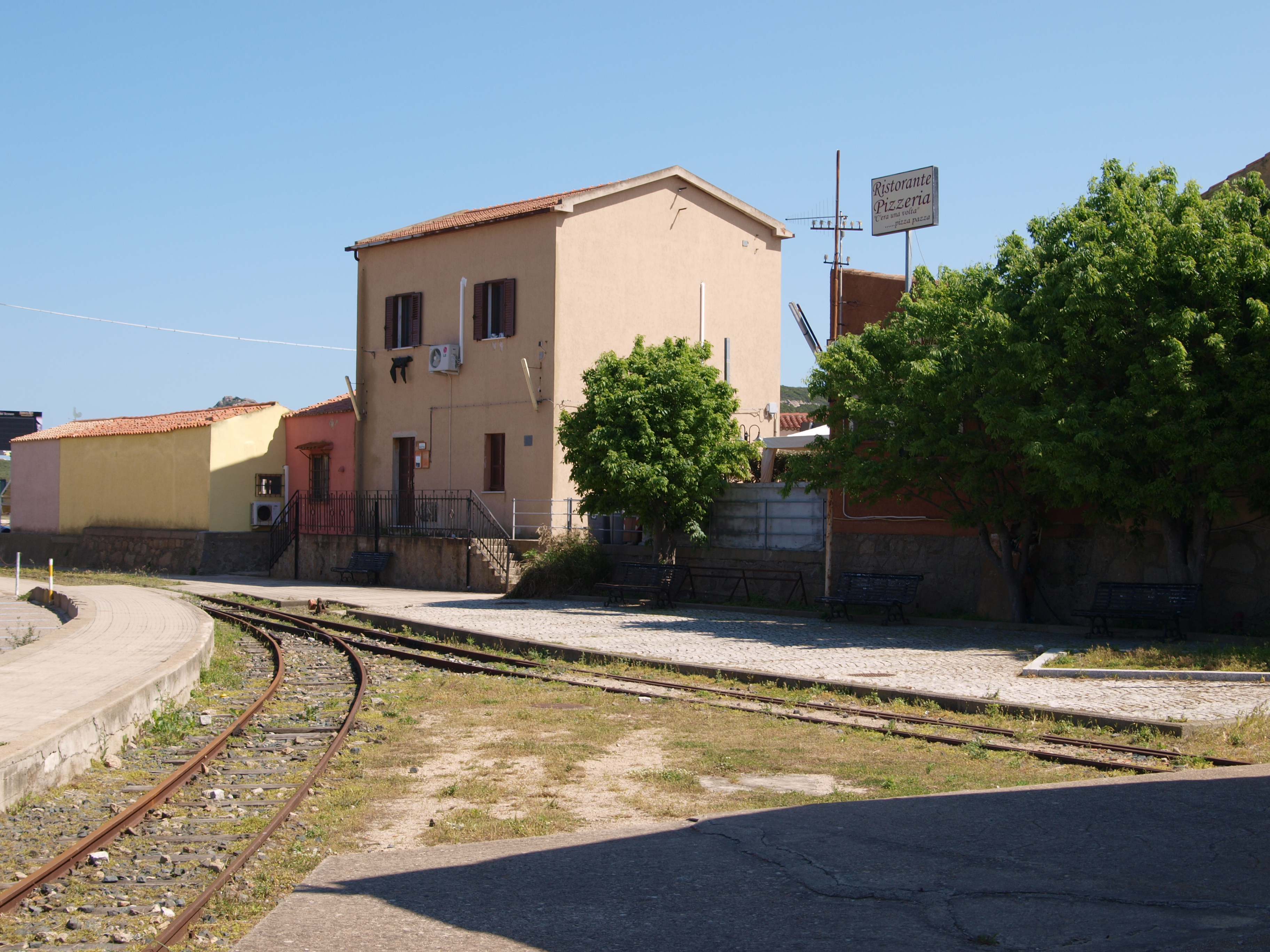
Bahnhof Palau Marina (2009)
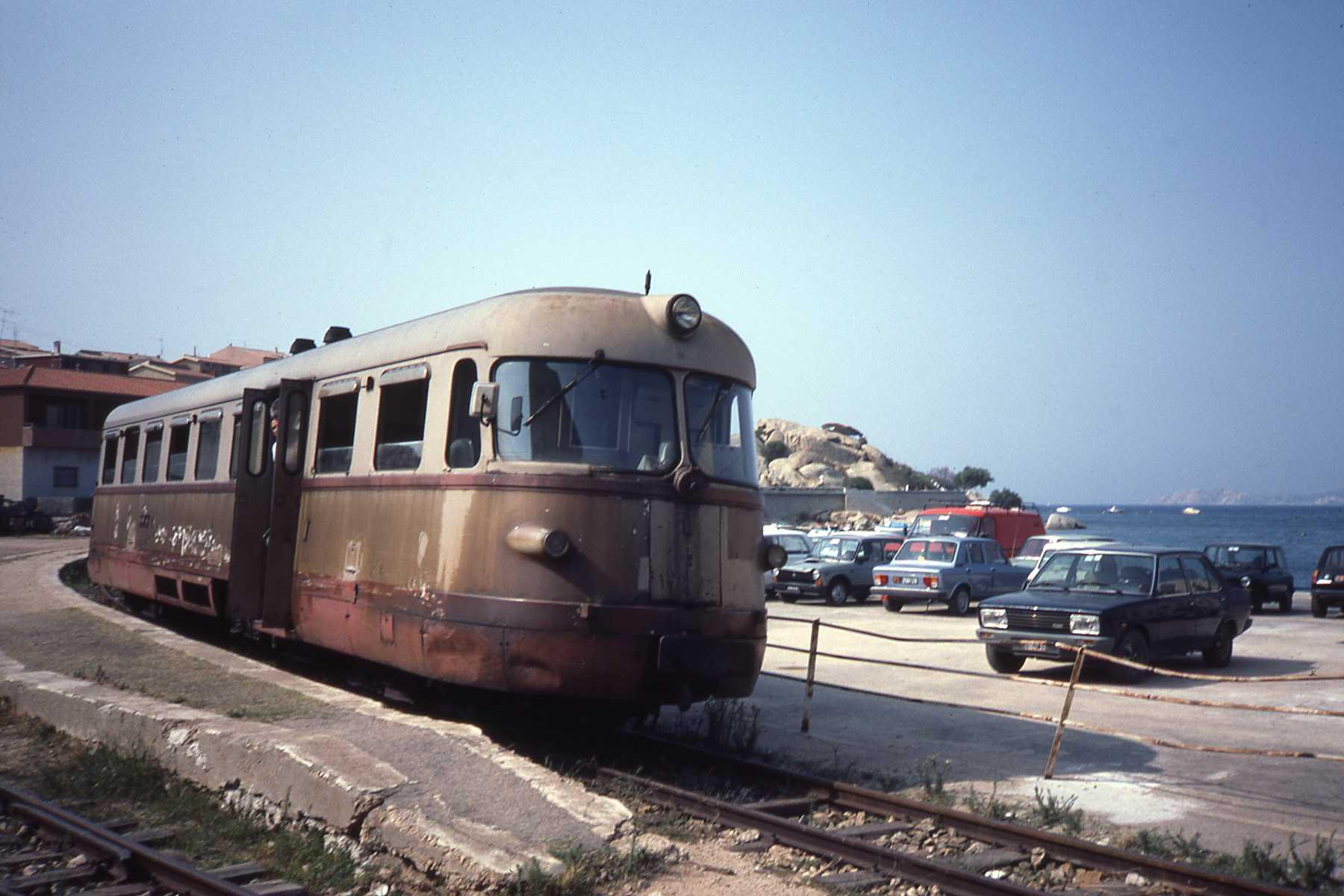
Triebwagen in Palau Marina (1984)